# 痞克四
痞克四（Picks）是由資深音樂人黃韻玲老師和鐘興民老師發掘培養的創作搖滾樂團。2000年小穎因為到大宗打工的樂器行買一片Pick而與大宗成為朋友，後來與自從、大宗、阿尼、恰吉組成樂團。2007年憑藉原創作品《關於我們》痞克四樂團以小穎、自從、大宗、小彥的陣容正式簽約果核音樂。2008年發行《我的王國》、《大夢無限》兩張EP。2009年推出痞克四樂團創作專輯《-Picks.01-》。2010年果核音樂推出《成長Grow音樂劇錄片》合輯。 
2014年，痞客四改名為「拾音['Pickʌp]」重新出發，並於2016年5月發行以該名義推出的首張單曲《Myth 迷思》，但直到同年6月4日在台中 Legacy舉辦的演唱會上才正式曝光此消息。
2019年12月31日，推出以拾音['Pickʌp]名義發表的首張專輯《程式／城市》。

## 成員介紹
- 主唱自從（周志琮）：曾是電視臺節目音效師
- 貝斯小穎（劉穎嶸）：曾是錄音室的製作助理兼閘員工
- 吉他大宗（陳大宗）：曾是重機車電鍍工廠品管人員
- 鼓手小彥（彭振彥）：曾是咖啡店店員 [4]

## 專輯介紹

### 《我的王國》EP
唱片公司：華研
發行日期：2008/06/13
曲目：
| 歌名         | 作詞           | 作曲           | 編曲                 | 附注 |
| ------------ | -------------- | -------------- | -------------------- | ---- |
| 《我的王國》 | 詞：自從、小穎 | 曲：小穎       | 編曲：鐘興民、痞克四 |      |
| 《關於我們》 | 詞：自從       | 曲：自從、大宗 | 編曲：痞克四、黃宣銘 |      |
| 《童真》     | 詞：自從       | 曲：自從       | 編曲：鐘興民、痞克四 |      |

### 《大夢無限》EP
唱片公司：亞神音樂
製作：果核有限公司
發行日期：2008/09/10
曲目：
| 歌名              | 作詞       | 作曲                     | 編曲                 | 附注 |
| ----------------- | ---------- | ------------------------ | -------------------- | ---- |
| 01 《 Fly Away 》 | 詞：自從   | 曲：小穎、大宗、自從     | 編曲：鐘興民、痞克四 |      |
| 02 《有你來加油》 | 詞：痞克四 | 曲：黃韻玲               | 編曲：鐘興民、痞克四 |      |
| 03 《誅仙劍》     | 詞：自從   | 曲：黃韻玲、鐘興民、自從 | 編曲：鐘興民、痞克四 |      |

EP錄音師：葉育軒、小穎

### 《 -Picks.01- 》專輯
唱片公司：亞神音樂
製作：果核有限公司
發行日期：2009/01/23
曲目：
| 歌名                                            | 作詞           | 作曲                     | 編曲                 | 附注                                                                               |
| ----------------------------------------------- | -------------- | ------------------------ | -------------------- | ---------------------------------------------------------------------------------- |
| 01 《黑咖啡》                                   | 詞：自從       | 曲：自從、鐘興民         | 編曲：鐘興民、痞克四 | 合聲：黃韻玲、自從、小穎 / 合聲編寫：黃韻玲、痞克四 / 錄音師：鐘興民、小穎         |
| 02 《愛的旋律之伍佰第四張專輯主打歌愛情的盡頭》 | 詞：自從       | 曲：自從、鐘興民         | 編曲：鐘興民、痞克四 | 合聲：痞克四 / 合聲編寫：痞克四 / 錄音師：小穎                                     |
| 03 《 Fly Away 》                               | 詞：自從       | 曲：痞克四               | 編曲：鐘興民、痞克四 | 合聲：痞克四 / 合聲編寫：鐘興民、痞克四                                            |
| 04 《錯過之後》                                 | 詞：自從       | 曲：小穎、鐘興民         | 編曲：鐘興民、痞克四 | 合聲：自從、小穎 / 合聲編寫：痞克四 / 錄音師：小穎                                 |
| 05 《開封有個包青天》                           | 詞：自從       | 曲：自從、鐘興民         | 編曲：鐘興民、痞克四 | 合聲：黃韻玲、自從、小穎 / 合聲編寫：黃韻玲、痞克四 / 錄音師：小穎                 |
| 06 《關於我們》                                 | 詞：自從       | 曲：自從、大宗           | 編曲：痞克四、黃宣銘 | 合聲：自從、小穎 / 合聲編寫：痞克四                                                |
| 07 《我的王國》                                 | 詞：自從、小穎 | 曲：小穎                 | 編曲：鐘興民、痞克四 | 合聲：黃韻玲、自從、小穎 / 合聲編寫：黃韻玲、痞克四                                |
| 08 《再見》                                     | 詞：自從       | 曲：小穎、自從、鐘興民   | 編曲：鐘興民         | 合聲：黃韻玲、自從、小穎 / 合聲編寫：黃韻玲、鐘興民、痞克四 / 錄音師：鐘興民、小穎 |
| 09 《童真》                                     | 詞：自從       | 曲：自從                 | 編曲：鐘興民         | 合聲：自從、小穎 / 合聲編寫：痞克四                                                |
| 10 《旅客須知》                                 | 詞：自從       | 曲：鐘興民、痞克四       | 編曲：鐘興民、痞克四 | 合聲：自從、小穎 / 合聲編寫：痞克四 / 錄音師：鐘興民、小穎                         |
| 11 《誅仙劍》                                   | 詞：自從       | 曲：黃韻玲、鐘興民、自從 | 編曲：鐘興民、痞克四 | 合聲：黃韻玲、自從、小穎 / 合聲編寫：黃韻玲、痞克四 / 錄音師：小穎                 |
| 12 《早安 晚安》                                | 詞：自從       | 曲：自從、大宗、鐘興民   | 編曲：鐘興民、痞克四 | 合聲：黃韻玲、自從、小穎 / 合聲編寫：黃韻玲、痞克四 / 錄音師：鐘興民、小穎         |
| 13 《睡》                                       | 詞：小彥       | 曲：自從、大宗、鐘興民   | 編曲：鐘興民         |                                                                                    |
| 14 《有你來加油》                               | 詞：自從、小穎 | 曲：黃韻玲               | 編曲：鐘興民、痞克四 | 合聲：黃韻玲、痞克四 / 合聲編寫：黃韻玲、痞克四 / 錄音師：小穎                     |

### 《 Grow 成長 音樂劇錄片》合輯
唱片公司：亞神音樂
製作：果核有限公司
發行日期：2010/07/28
曲目：
Disc 1 
| 歌名                    | 主唱   | 作詞           | 作曲             | 編曲                 | 附注                               |
| ----------------------- | ------ | -------------- | ---------------- | -------------------- | ---------------------------------- |
| 01 《無解》             | 痞克四 | 詞：金剛       | 曲：自從         | 編曲：痞克四         | （電視劇<就是要香戀>主題曲）       |
| 02 《素描》             | 黃韻玲 |                |                  |                      |                                    |
| 03 《生日快樂 我的愛》  | 王柏森 |                |                  |                      |                                    |
| 04 《心宅》             | 痞克四 | 詞：金剛       | 曲：小穎         | 編曲：痞克四         | （電視劇<就是要香戀>插曲）         |
| 05 《相鍊》             | 痞克四 | 詞：自從       | 曲：自從         | 編曲：痞克四         | （電視劇<就是要香戀>插曲）         |
| 06 《秦本紀》           | 痞克四 | 詞：金剛       | 曲：鐘興民、自從 | 編曲：鐘興民、痞克四 | （電視劇<就是要香戀>插曲）         |
| 07 《流星》             | 痞克四 | 詞：自從       | 曲：自從         | 編曲：痞克四         | （網路劇<戀戀翡翠灣>主題曲）       |
| 08 《很久以前很久以後》 | 林俊逸 |                |                  |                      |                                    |
| 09 《狼穴》             | 痞克四 | 詞：自從       | 曲：小穎         | 編曲：痞克四         | （電視劇<熊貓人>插曲）             |
| 10 《垃圾風暴》         | 痞克四 | 詞：自從       | 曲：自從         | 編曲：痞克四         | （虛擬樂團-物樂團 主題曲）         |
| 11 《關於我們》         | 痞克四 | 詞：自從       | 曲：自從、大宗   | 編曲：痞克四         | （電視劇<痞子英雄>插曲）           |
| 12 《 Hey Baby 》       | 痞克四 | 詞：自從       | 曲：鐘興民、自從 | 編曲：鐘興民、痞克四 | （電視劇<痞子英雄>插曲）           |
| 13 《痞子英雄》         | 痞克四 | 詞：自從、金剛 | 曲：鐘興民、自從 | 編曲：鐘興民、痞克四 | （電視劇<痞子英雄>插曲,原唱Jason） |

Disc 2 
| 歌名                    | 主唱           | 作詞           | 作曲                     | 編曲                 | 附注                             |
| ----------------------- | -------------- | -------------- | ------------------------ | -------------------- | -------------------------------- |
| 01 《聽說》             | 鐘興民         |                |                          |                      |                                  |
| 02 《讀心術》           | 痞克四         | 詞：自從       | 曲：自從                 | 編曲：痞克四         | （電影<聽說>插曲）               |
| 03 《讀心術 DEMO 》     | 痞克四         | 詞：自從       | 曲：自從                 | 編曲：痞克四         | （電影<聽說>插曲）               |
| 04 《留在原地》         | 痞克四         | 詞：自從       | 曲：自從                 | 編曲：痞克四         | （電影<聽說>插曲）               |
| 05 《在世界屋頂唱歌》   | 痞克四         | 詞：自從       | 曲：小穎                 | 編曲：痞克四         | （電影<聽說>片尾曲）             |
| 06 《春暖花開》         | 黃韻玲         |                |                          |                      |                                  |
| 07 《蝶戀》             | 黃韻玲、林俊逸 |                |                          |                      |                                  |
| 08 《誅仙劍》           | 痞克四         | 詞：自從       | 曲：黃韻玲、鐘興民、自從 | 編曲：鐘興民、痞克四 | （線上遊戲<誅仙Online>主題曲）   |
| 09 《 Fly Away 》       | 痞克四         | 詞：自從       | 曲：痞克四               | 編曲：鐘興民、痞克四 | （電影<冏男孩>主題曲）           |
| 10 《你是我唯一的執著》 | 林俊逸         |                |                          |                      | （原唱言承旭）                   |
| 11 《曾經太年輕》       | 美樂蒂         |                |                          |                      | （原唱藍又時）                   |
| 12 《開封有個包青天》   | 痞克四         | 詞：自從       | 曲：鐘興民、自從         | 編曲：鐘興民、痞克四 | （電視劇<開封有個包青天>主題曲） |
| 13 《有你來加油》       | 痞克四         | 詞：自從、小穎 | 曲：黃韻玲、自從         | 編曲：痞克四、鐘興民 | （電視劇<開封有個包青天>片尾曲） |

合聲編寫：痞克四： D1：1.4.5.6.7.9.10.11.12.13   ， D2 ：2.3.4.5.8.9.12.13 
合聲：痞克四： D1：1.4.5.6.7.9.10.11.12.13  ， D2：2.3.4.5.8.9.12.13 
錄音師：痞克四： D1：1.4.5.6.7.9.11.12.13  ， D2：2.4.5.8.10.11.12.13 
鼓錄音室：痞克室： D1：1.4.5.6.7.10  ， D2：2.5.12   
執行製作：痞克四Picks - 自從 Sean Chou ， 小穎 Ying Liu ， 大宗 Zong Chen ， 小彥 Yen Peng    

## 外部連結
1. ↑  痞克四樂團官方粉絲專頁的樂團介紹： http://www.facebook.com/pages/%E7%97%9E%E5%85%8B%E5%9B%9B-Picks/112880954940?sk=info （页面存档备份，存于）
2. ↑  . 吹音樂. 2016-08-09  [2024-01-11]. （原始内容存档于2024-01-11）.
3. ↑  .   [2024-01-11]. （原始内容存档于2024-01-11）.
4. ↑  痞克四Picks 果核音樂官方網站： .   [2012-11-27]. （原始内容存档于2012-11-23）.